# Mikaele Tui
Mikaele Tui (né le 14 février 1956 à Alele sur l'île de Wallis et mort le 4 août 2023 à Paris) est un journaliste, chef coutumier et fonctionnaire de Wallis-et-Futuna.

## Biographie
Mikaele Tui naît le 14 février 1956 à Alele sur l'île de Wallis, dans une famille 'aliki, l'aristocratie wallisienne. Il grandit dans le district de Hihifo. À quinze ans, il est envoyé au séminaire de Païta en Nouvelle-Calédonie pour devenir prêtre, mais après quatre ans, finit par arrêter ses études. Il s'engage dans la marine, puis devient traducteur pour la radio Wallis-et-Futuna la Première.
Il obtient ensuite un concours lui permettant de travailler à Météo-France, mais des problèmes d'alcoolisme l'empêchent de poursuivre dans cette voie. Il décide alors de travailler comme journaliste à RFO comme journaliste reporter d'images, avant de repartir en Nouvelle-Calédonie travailler à La Poste. Revenu à Wallis, il est engagé dans le syndicalisme et devient secrétaire général de Force Ouvrière.
Mikaele Tui exerce également des responsabilités coutumières : le Lavelua (roi coutumier) Tomasi Kulimoetoke le nomme Mahe Fotuaika, « en charge de la culture, de la gestion des conflits fonciers et des relations avec l’État ». Ses divergences avec le souverain conduisent rapidement à des conflits, et deux ans plus tard, il est démis de ses fonctions. Par la suite, il travaille au service des affaires culturelles de Wallis-et-Futuna pendant vingt ans, jusqu'en 1995.
En 1995, il est évacué en France métropolitaine pour soigner un cancer. Il mène des recherches sur l'histoire de Wallis-et-Futuna et se rend dans différents pays (Vatican, Israël, Suisse) pour étudier les archives des pères maristes. En 2008, il est nommé chef du district (faipule) de Mu'a.
En 2008, Mikaele Tui s'inscrit à l'université de Lyon pour suivre des cours d'anthropologie. Il crée l'association Felave'i Fiafia qui vise à faire connaître la culture de Wallis-et-Futuna. Il réside en France métropolitaine à partir de 2015, dans la commune d'Épieds-en-Beauce dans le Loiret. Il est considéré comme fin connaisseur de la culture et de l'histoire wallisienne.
Le 4 août 2023, Mikaele Tui décède à Paris des suites d'un cancer. Il est inhumé à Mala'efo'ou, dans le district de Mu'a, le 25 août 2023.